# Joseph Vinoy
Joseph Vinoy, född den 10 augusti 1800 i Saint-Étienne-de-Saint-Geoirs, död den 29 april 1880 i Paris, var en fransk general. 
Han inträdde 1823 vid gardet och tjänade sedan 1830 sin mesta tid i Algeriet, där han avancerade till överste (1850) och bland annat medverkade vid upprättandet av styrkor med zuaver. Under Krimkriget förde Vinoy en brigad (vid 1:a armékåren, under Canrobert), under italienska kriget 1859 en division (vid 4:e kåren, under Niel).
I augusti 1870 fick Vinoy befälet över den nybildade 13:e armékåren, med vilken han, stadd på väg att förena sig med Mac Mahons armé, inträffade vid Mézières, då slaget vid Sedan utkämpades. Genom ett skickligt återtåg förde han kåren lyckligt till Paris, i vars försvar han tog verksam del i egenskap av chef för den ena av de båda arméer, i vilka de aktiva försvarskrafterna delades. 
Efter Trochu övertog Vinoy i januari 1871 högsta befälet och måste för kommunen 18 mars utrymma staden, i vilken han i spetsen för den nybildade reservarmén åter inryckte 22 maj. Vinoy blev 1877 senator. Han författade Campagne de 1870-71, Operations du 13:e corps et de la 3:e armée (med atlas; 1872), L’armistice-et la commune (med kartor; samma år) samt L’armée francaise en 1873 (1874).